# ادواردو شورله
ادواردو شورله (انگلیسی: Eduardo Schürrle؛ زادهٔ ۱۷ اوت ۲۰۰۱) بازیکن فوتبال است.
وی همچنین در تیم‌های ملی فوتبال زیر ۱۶ سال پرتغال، زیر ۱۸ سال پرتغال، و زیر ۱۹ سال پرتغال بازی کرده‌است.

## دوران ملی
شورله بازیکن تیم‌های ملی پایه پرتغال است که بازیکن  زیر ۱۶ سال پرتغال،  زیر ۱۸ سال و زیر ۱۹ سال پرتغال بوده‌است.